# Leichtathletik-Weltmeisterschaften 2009/Teilnehmer (Palästinensische Autonomiegebiete)
| Gelbes Symbol für Goldmedaillen mit stilisierten Olympischen Ringen | Graues Symbol für Silbermedaillen mit stilisierten Olympischen Ringen | Braundes Symbol für Bronzemedaillen mit stilisierten Olympischen Ringen |
| ------------------------------------------------------------------- | --------------------------------------------------------------------- | ----------------------------------------------------------------------- |
| —                                                                   | —                                                                     | —                                                                       |

Der Leichtathletik-Verband des Palästinas stellte zwei Athleten bei den Leichtathletik-Weltmeisterschaften 2009 in Berlin.

## Ergebnisse

### Männer

#### Laufdisziplinen
| Athlet       | Disziplin | Vorlauf         | Vorlauf | Halbfinale | Halbfinale | Finale             | Finale             |
| Athlet       | Disziplin | Zeit            | Platz   | Zeit       | Platz      | Zeit               | Platz              |
| ------------ | --------- | --------------- | ------- | ---------- | ---------- | ------------------ | ------------------ |
| Omar Abusaid | 5000 m    | 15:14,88 min PB | 36      |            |            | nicht qualifiziert | nicht qualifiziert |

### Frauen

#### Laufdisziplinen
| Athletin        | Disziplin | Vorlauf | Vorlauf | Halbfinale | Halbfinale | Finale | Finale |
| Athletin        | Disziplin | Zeit    | Platz   | Zeit       | Platz      | Zeit   | Platz  |
| --------------- | --------- | ------- | ------- | ---------- | ---------- | ------ | ------ |
| Sanaa Abubkheet | 800 m     | DSQ     | DSQ     | –          | –          | –      | –      |